# Liste der Hallensüdamerikameister in der Leichtathletik/Medaillengewinner
Die Liste der Hallenasienmeister in der Leichtathletik führt sämtliche Medaillengewinner bei Leichtathletik-Hallensüdamerikameisterschaften seit 2020 auf. Sie ist gegliedert nach Wettbewerben, die aktuell zum Wettkampfprogramm gehören, und nach nicht mehr ausgetragenen Wettbewerben.

## Aktuelle Wettbewerbe

### 60 m
| Hallensüdamerikameisterschaften | Hallensüdamerikameisterschaften | Gold          | Silber         | Bronze        |
| ------------------------------- | ------------------------------- | ------------- | -------------- | ------------- |
| 2020                            | Cochabamba                      | Jeffrey Vanan | Rafael Vásquez | Franco Florio |
| 2022                            | Cochabamba                      | Felipe Bardi  | David Vivas    | Franco Florio |
| 2024                            | Cochabamba                      | Felipe Bardi  | Aron Earl      | David Vivas   |
| 2025                            | Cochabamba                      | Neiker Abello | Felipe Bardi   | Franco Florio |

### 400 m
| Hallensüdamerikameisterschaften | Hallensüdamerikameisterschaften | Gold            | Silber         | Bronze                 |
| ------------------------------- | ------------------------------- | --------------- | -------------- | ---------------------- |
| 2020                            | Cochabamba                      | Elián Larregina | Marco Vilca    | Anderson Henriques     |
| 2022                            | Cochabamba                      | Lucas Carvalho  | Javier Gómez   | Pedro Luiz de Oliveira |
| 2024                            | Cochabamba                      | Elián Larregina | Lucas Vilar    | Kelvis Padrino         |
| 2025                            | Cochabamba                      | Elián Larregina | Kelvis Padrino | Javier Gómez           |

### 800 m
| Hallensüdamerikameisterschaften | Hallensüdamerikameisterschaften | Gold                    | Silber          | Bronze            |
| ------------------------------- | ------------------------------- | ----------------------- | --------------- | ----------------- |
| 2020                            | Cochabamba                      | Lucirio Antonio Garrido | Marco Vilca     | Alejandro Peirano |
| 2022                            | Cochabamba                      | Lucirio Antonio Garrido | Eduardo Ribeiro | Guilherme Kurtz   |
| 2024                            | Cochabamba                      | José Antonio Maita      | Ryan López      | Marco Vilca       |
| 2025                            | Cochabamba                      | Leonardo Santos         | Marco Vilca     | Guilherme Orenhas |

### 1500 m
| Hallensüdamerikameisterschaften | Hallensüdamerikameisterschaften | Gold           | Silber               | Bronze          |
| ------------------------------- | ------------------------------- | -------------- | -------------------- | --------------- |
| 2020                            | Cochabamba                      | Federico Bruno | Santiago Catrofe     | Limber Apaza    |
| 2022                            | Cochabamba                      | David Ninavia  | José Daniel González | Guilherme Kurtz |
| 2024                            | Cochabamba                      | David Ninavia  | Guilherme Kurtz      | Thiago André    |
| 2025                            | Cochabamba                      | Thiago André   | David Ninavia        | Yeferson Cuno   |

### 3000 m
| Hallensüdamerikameisterschaften | Hallensüdamerikameisterschaften | Gold                | Silber             | Bronze               |
| ------------------------------- | ------------------------------- | ------------------- | ------------------ | -------------------- |
| 2020                            | Cochabamba                      | Juan Jorge González | Rubén Erick Arando |                      |
| 2022                            | Cochabamba                      | Daniel Toroya       | Ederson Pereira    | José Daniel González |
| 2024                            | Cochabamba                      | David Ninavia       | Daniel Toroya      | Juan Jorge González  |
| 2025                            | Cochabamba                      | David Ninavia       | Víctor Aguilar     | Yeferson Cuno        |

### 60 m Hürden
| Hallensüdamerikameisterschaften | Hallensüdamerikameisterschaften | Gold                | Silber                    | Bronze              |
| ------------------------------- | ------------------------------- | ------------------- | ------------------------- | ------------------- |
| 2020                            | Cochabamba                      | Gabriel Constantino | Eduardo de Deus           | Agustín Carrera     |
| 2022                            | Cochabamba                      | Rafael Pereira      | Gabriel Constantino       | Agustín Carrera     |
| 2024                            | Cochabamba                      | Eduardo de Deus     | Martín Sáenz              | Brayan Rojas        |
| 2025                            | Cochabamba                      | Eduardo de Deus     | Thiago Ornelas dos Santos | Francisco Ferreccio |

### 4 × 400 m Staffel
| Hallensüdamerikameisterschaften | Hallensüdamerikameisterschaften | Gold                                                                       | Silber                                                                     | Bronze                                                                     |
| ------------------------------- | ------------------------------- | -------------------------------------------------------------------------- | -------------------------------------------------------------------------- | -------------------------------------------------------------------------- |
| 2020                            | Cochabamba                      | Bolivien Fernando Copa Pablo Abán Tito Hinojosa Julian Vargas              | Argentinien Franco Florio Maximiliano Díaz Agustín Carrera Elián Larregina |                                                                            |
| 2022                            | Cochabamba                      | Venezuela Leodán Torrealba Lucirio Antonio Garrido Ryan López Javier Gómez | Bolivien Tito Hinojosa Juan Manuel Gareca Alberto Antelo Nery Peñaloza     |                                                                            |
| 2024                            | Cochabamba                      | Venezuela Javier Gómez Julio Rodríguez Kelvis Padrino José Antonio Maita   | Bolivien Mateo Bustamante Marcelo Pérez Ikenna Ibe-Akobi Nery Peñaloza     |                                                                            |
| 2025                            | Cochabamba                      | Venezuela Javier Gómez Ryan López Sebastián López Kelvis Padrino           | Bolivien Marcelo Pérez Nery Peñaloza Bladimir Rueda Ikenna Ibe-Akobi       | Argentinien Helber Melgarejo Renzo Cremaschi Franco Florio Elián Larregina |

### Hochsprung
| Hallensüdamerikameisterschaften | Hallensüdamerikameisterschaften | Gold              | Silber            | Bronze             |
| ------------------------------- | ------------------------------- | ----------------- | ----------------- | ------------------ |
| 2020                            | Cochabamba                      | Fernando Ferreira | Eure Yáñez        | Thiago Moura       |
| 2022                            | Cochabamba                      | Thiago Moura      | Carlos Layoy      | José André Camacho |
| 2024                            | Cochabamba                      | Fernando Ferreira | Thiago Moura      | Carlos Layoy       |
| 2025                            | Cochabamba                      | Thiago Moura      | Fernando Ferreira | Sebastián Daners   |

### Stabhochsprung
| Hallensüdamerikameisterschaften | Hallensüdamerikameisterschaften | Gold                 | Silber          | Bronze |
| ------------------------------- | ------------------------------- | -------------------- | --------------- | ------ |
| 2020                            | Cochabamba                      | Germán Chiaraviglio  | Pablo Zaffaroni |        |
| 2022                            | Cochabamba                      | Augusto Dutra        | Abel Curtinove  |        |
| 2024                            | Cochabamba                      | Ricardo David Montes |                 |        |

### Weitsprung
| Hallensüdamerikameisterschaften | Hallensüdamerikameisterschaften | Gold              | Silber            | Bronze            |
| ------------------------------- | ------------------------------- | ----------------- | ----------------- | ----------------- |
| 2020                            | Cochabamba                      | Alexsandro Melo   | Leodán Torrealba  | José Luis Mandros |
| 2022                            | Cochabamba                      | José Luis Mandros | Emiliano Lasa     | Samory Fraga      |
| 2024                            | Cochabamba                      | Arnovis Dalmero   | Emiliano Lasa     | Lucas dos Santos  |
| 2025                            | Cochabamba                      | Arnovis Dalmero   | José Luis Mandros | Emiliano Lasa     |

### Dreisprung
| Hallensüdamerikameisterschaften | Hallensüdamerikameisterschaften | Gold             | Silber           | Bronze           |
| ------------------------------- | ------------------------------- | ---------------- | ---------------- | ---------------- |
| 2020                            | Cochabamba                      | Alexsandro Melo  | Mateus de Sá     | Maximiliano Díaz |
| 2022                            | Cochabamba                      | Alexsandro Melo  | Almir dos Santos | Leodán Torrealba |
| 2024                            | Cochabamba                      | Leodán Torrealba | Geiner Moreno    | Maximiliano Díaz |
| 2025                            | Cochabamba                      | Elton Petronilho | Almir dos Santos | Leodán Torrealba |

### Kugelstoßen
| Hallensüdamerikameisterschaften | Hallensüdamerikameisterschaften | Gold             | Silber           | Bronze                |
| ------------------------------- | ------------------------------- | ---------------- | ---------------- | --------------------- |
| 2020                            | Cochabamba                      | Willian Dourado  | Ignacio Carballo | Aldo González         |
| 2022                            | Cochabamba                      | Darlan Romani    | Willian Dourado  | Ignacio Carballo      |
| 2024                            | Cochabamba                      | Darlan Romani    | Nazareno Sasia   | Welington Morais      |
| 2025                            | Cochabamba                      | Welington Morais | Willian Dourado  | Juan Manuel Arrieguez |

### Siebenkampf
| Hallensüdamerikameisterschaften | Hallensüdamerikameisterschaften | Gold              | Silber            | Bronze           |
| ------------------------------- | ------------------------------- | ----------------- | ----------------- | ---------------- |
| 2022                            | Cochabamba                      | Felipe dos Santos | Georni Jaramillo  | José Santana     |
| 2024                            | Cochabamba                      | José Santana      | Gerson Izaguirre  | Santiago Ford    |
| 2025                            | Cochabamba                      | José Santana      | Pedro de Oliveira | Gerson Izaguirre |

## Ehemalige Wettbewerbe

### 200 m
Dieser Bewerb wurde nur bei den Hallensüdamerikameisterschaften 2020 ausgetragen und anschließend ersatzlos gestrichen.
| Hallensüdamerikameisterschaften | Hallensüdamerikameisterschaften | Gold           | Silber        | Bronze        |
| ------------------------------- | ------------------------------- | -------------- | ------------- | ------------- |
| 2020                            | Cochabamba                      | Rafael Vásquez | Franco Florio | Tito Hinojosa |